# Gauliga Moselland 1942/43
De Gauliga Moselland 1942/43 was het tweede voetbalkampioenschap van de Gauliga Moselland. 
TuS Neuendorf werd kampioen en plaatste zich voor de eindronde om de Duitse landstitel. De club verloor in de eerste ronde van SV Viktoria Köln.

## Eindstand

### Groep Oost
| Plaats | Club                      | Wed. | W | G | V | Saldo | Ptn.  |
| ------ | ------------------------- | ---- | - | - | - | ----- | ----- |
| 1.     | TuS Neuendorf             | 10   | 9 | 0 | 1 | 82:16 | 18:2  |
| 2.     | SG Einracht Bad Kreuznach | 10   | 6 | 1 | 3 | 37:27 | 13:7  |
| 3.     | SpVgg 1910 Andernach      | 10   | 6 | 1 | 3 | 25:25 | 13:7  |
| 4.     | TuS Germania Mudersbach   | 10   | 5 | 0 | 5 | 52:25 | 10:10 |
| 5.     | FV Engers 07              | 10   | 2 | 0 | 8 | 19:69 | 4:16  |
| 6.     | FC Viktoria 08 Neuwied    | 10   | 1 | 0 | 9 | 20:73 | 2:18  |

|  | Finale om de titel             |
|  | Trok zich na dit seizoen terug |

### Groep West
| Plaats | Club                      | Wed. | W | G | V | Saldo | Ptn.  |
| ------ | ------------------------- | ---- | - | - | - | ----- | ----- |
| 1.     | FK Niederkorn             | 10   | 6 | 3 | 1 | 29:17 | 15:5  |
| 2.     | SV Düdelingen             | 10   | 5 | 3 | 2 | 24:16 | 13:7  |
| 3.     | FV Stadt Düdelingen       | 10   | 6 | 1 | 3 | 21:17 | 13:7  |
| 4.     | SV Moselland 07 Luxemburg | 10   | 4 | 2 | 4 | 32:24 | 10:10 |
| 5.     | SV Schwarz-Weiß Esch      | 10   | 2 | 1 | 7 | 26:33 | 5:15  |
| 6.     | SV Eintracht 06 Trier     | 10   | 2 | 0 | 8 | 13:38 | 4:16  |

## Finale
| Team #1       | Tot.  | Team #2       | 1ste wed | 2de wed |
| ------------- | ----- | ------------- | -------- | ------- |
| FK Niederkorn | 4 - 5 | TuS Neuendorf | 3 - 0    | 1 - 5   |